# Beginner
«Beginner» — 18-й сингл японской идол-группы AKB48. Вышел в Японии 27 октября 2010 года на лейбле King Records.

## Коммерческий успех
За первую неделю «Beginner» продался в 827 000 экземплярах и возглавил чарт Орикона. Таким образом он стал 5-м синглом номер 1 группы AKB48 подряд и, обойдя сингл «All My True Love» 1998 года группы SPEED, поставил рекорд первой недели продаж среди синглов гёрл-групп. Он также стал третьим самым продаваемым в первую неделю синглом исполнителей-женщин (за всё время по данным Орикона), расположившись вслед за «Addicted to You» Хикару Утады и «Can You Celebrate?» Намиэ Амуро, продавшимися в первую неделю, соответственно, в количестве 1,06 миллиона и 828 тысяч копий.
К концу года продажи приблизились к миллиону копий. «Beginner» стал самым продаваемым синглом 2010 года в Японии.

## Список композиций
Сингл был издан в трёх версиях — Type A (CD+DVD), Type B (CD+DVD) и в театральном издании (яп. 劇場盤) (CD). Поскольку Type-A и Type-B были в двух вариантах с разными каталоговыми номерами, обычном и лимитированном, то по факту версий было 5.

### Type A
Все тексты написаны Ясуси Акимото.
| №  | Название                                           | Музыка        | Длительность |
| -- | -------------------------------------------------- | ------------- | ------------ |
| 1. | «Beginner»                                         | Ёсимаса Иноуэ | 3:57         |
| 2. | «Boku Dake no Value» (僕だけのvalue / Under Girls) | Дзюн Коами    | 4:32         |
| 3. | «Kimi ni Tsuite» (君について)                      | Юкари Аоно    | 5:39         |
| 4. | «Beginner» (Off Vocal Ver.)                        | Иноуэ         | 3:54         |
| 5. | «Boku Dake no Value» (Off Vocal Ver.)              | Коами         | 4:32         |
| 6. | «Kimi ni Tsuite» (Off Vocal Ver.)                  | Аоно          | 5:41         |

### Type B
| №  | Название                              | Музыка         | Длительность |
| -- | ------------------------------------- | -------------- | ------------ |
| 1. | «Beginner»                            | Ёсимаса Иноуэ  | 3:57         |
| 2. | «Boku Dake no Value»                  | Дзюн Коами     | 4:32         |
| 3. | «Nakeru Basho» (泣ける場所 / DIVA)    | Киити Цурусаки | 5:01         |
| 4. | «Beginner» (Off Vocal Ver.)           | Иноуэ          | 3:54         |
| 5. | «Boku Dake no Value» (Off Vocal Ver.) | Коами          | 4:32         |
| 6. | «Nakeru Basho» (Off Vocal Ver.)       | Цурусаки       | 5:03         |

### Театральное издание
| №  | Название             | Музыка         | Длительность |
| -- | -------------------- | -------------- | ------------ |
| 1. | «Beginner»           | Ёсимаса Иноуэ  | 3:57         |
| 2. | «Boku Dake no Value» | Дзюн Коами     | 4:32         |
| 3. | «Kimi ni Tsuite»     | Юкари Аоно     | 5:39         |
| 4. | «Nakeru Basho»       | Киити Цурусаки | 5:01         |

## Чарты
| Чарт (2010)   | Наивыс. позиция |
| ------------- | --------------- |
| Oricon Weekly | 1               |